# Valico di Merna
Il valico di Merna  è un valico di frontiera fra l'Italia e la Slovenia. Anche da parte slovena è chiamato con lo stesso nome (mejni prehod Miren).
Collega il comune di Savogna d'Isonzo (in provincia di Gorizia) con Merna (Miren) (località nel comune di Merna-Castagnevizza).

## Descrizione
Il valico è detto di Merna, dal nome della località slovena posizionata a pochi metri dal confine stesso. Da parte italiana è posizionato nel comune di Savogna d'Isonzo, ma si trova alla periferia meridionale di Gorizia, in una zona pianeggiante, a pochi centinaia di metri dall'aeroporto cittadino.
Esso è collegato, da parte italiana, tramite un piccolo raccordo, con la strada statale 55, che collega San Giovanni di Duino con Gorizia. Da parte slovena il collegamento viario, che conduce al confine, termina sulla strada 614, che unisce Merna con Opacchiasella.
Il valico è caratterizzato da traffico locale.

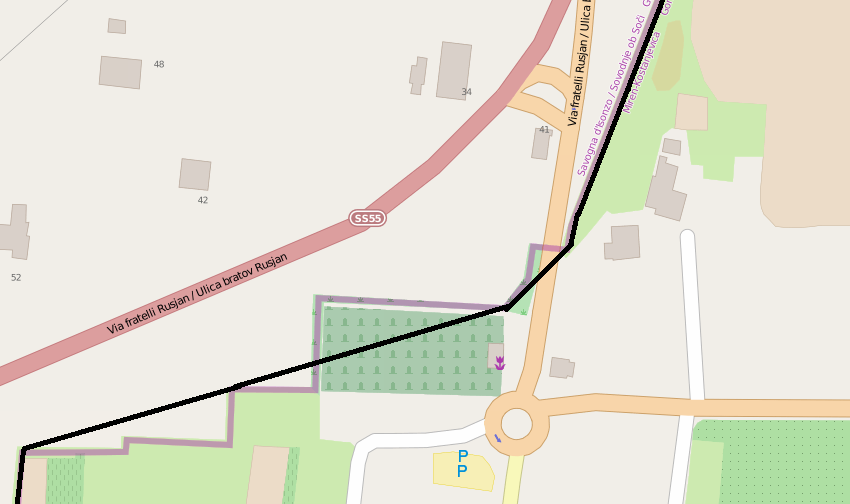
Le differenze tra il confine di stato 1947-1977 (in nero) e quello odierno, nei pressi del valico.

## Storia
Il valico è sorto nel 1947, a seguito della modifica del confine orientale dell'Italia, disegnata dal trattato di Parigi. Fino al 1991 il valico divideva l'Italia dalla Jugoslavia, a cui subentrò, in seguito, la neoindipendente Repubblica di Slovenia.
A seguito del Trattato di Osimo, del 1975, che definì le pendenze confinarie tra Italia e Jugoslavia, venne modificato il tracciato del confine in prossimità del valico, al fine di evitare che il Cimitero di Merna risultasse diviso tra i due stati.
Era un valico di seconda categoria, ovvero poteva essere superato dalle persone dotate di apposito lasciapassare, che era concesso ai soli residenti in aree nei pressi del confine tra i due Paesi. Dal 2004 venne consentito il passaggio anche ai possessori della sola carta d'identità.
Con l'entrata della Slovenia nell'area Schengen, il 21 dicembre 2007, l'accesso al valico è stato liberalizzato. Sino a tale data  il valico rimase aperto solo nelle ore diurne.
Nel febbraio 2008 la polizia di frontiera slovena abbandonò gli uffici del Valico della Casa Rossa a Nova Gorica per spostarsi proprio presso il valico di Merna.
Dall'11 marzo 2020 le autorità slovene, al fine di prevenire un aumento del numero dei contagi da COVID-19, stante la situazione italiana, decidono di incrementare i controlli sanitari al confine, lasciando aperti solo i valichi più importanti. Il valico di Merna viene perciò chiuso provvisoriamente alla circolazione, fino al 15 giugno successivo.
Dal 29 marzo 2021 il valico viene nuovamente chiuso, per la recrudescenza dell'epidemia in Slovenia, dopo che nei giorni precedenti ne era già stata limitata l'apertura oraria. Il 28 aprile successivo il valico viene riaperto.